# Janneke Viegers
Janneke Viegers (Nijmegen, 9 januari 1952) is een Nederlands beeldend kunstenaar die woont en werkt in Amsterdam.

## Levensloop
Viegers studeerde aan de Academie voor beeldende kunsten te Arnhem. In 1976 sloot ze de opleiding af als eerstegraadsdocent tekenen en kunstgeschiedenis. Ze was docent aan de Arnhemse academie van 1981 tot 1986. Later, in 1990 en 1999, gaf ze les aan de Rietveld academie te Amsterdam.

## Oeuvre
Viegers schildert grote olieverfschilderijen van interieurs en van wereldsteden vanuit vogelvluchtperspectief. De laatste bevinden zich onder meer in verschillende Nederlandse ambassades. Hiernaast maakt ze kleinere stadsgezichten, portretten en korte animatiefilms. Enkele van haar portretten zijn gemaakt als illustratie bij artikelen over de betreffende personen in NRC Handelsblad.

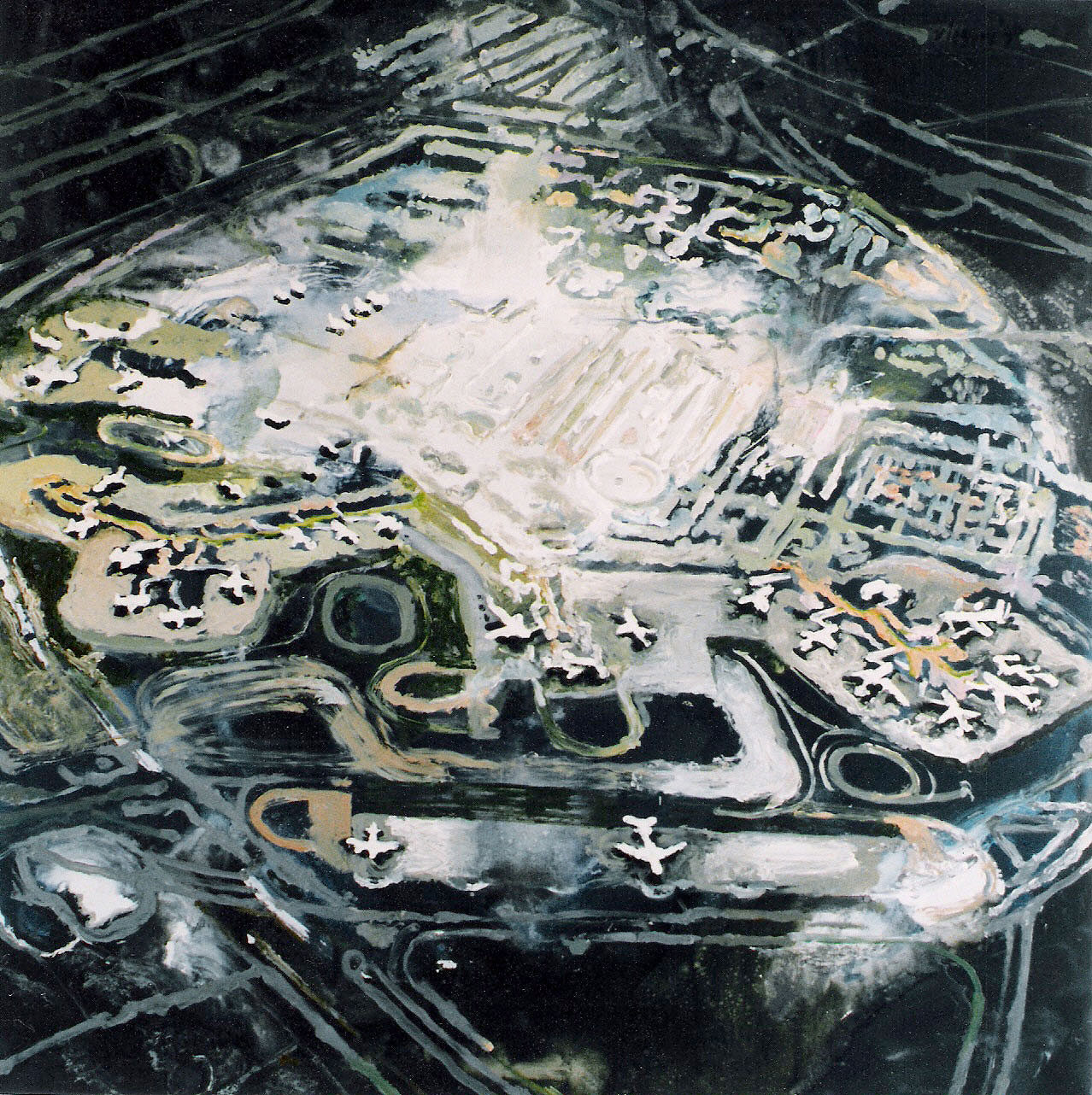
Schiphol Airport, Collectie: Amsterdams Historisch Museum
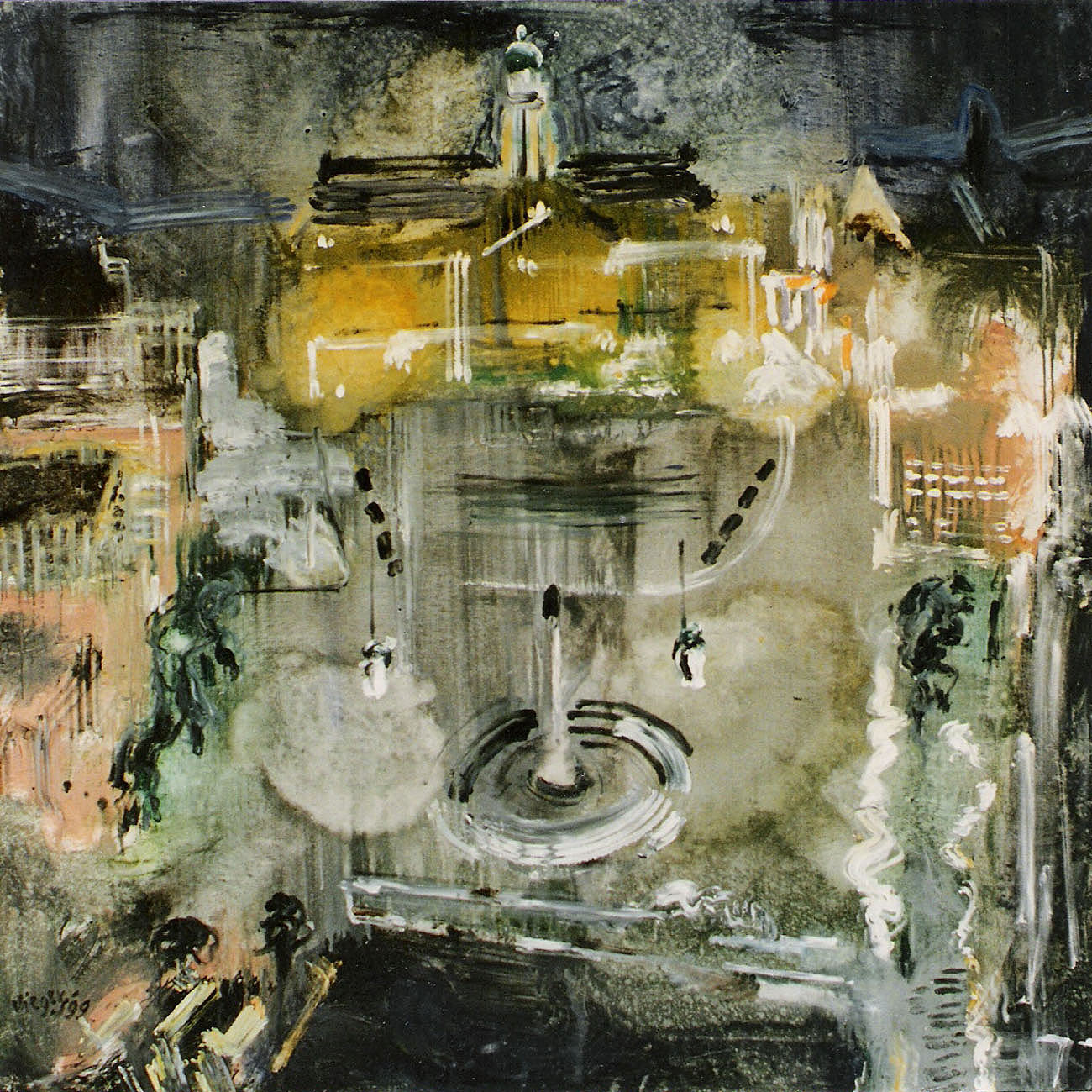
De Dam te Amsterdam, Collectie: Ministerie van Buitenlandse Zaken

## Belangstelling
Vanaf 1980 had Viegers meerdere solo-exposities. Haar werk is opgenomen in publieke en privécollecties, zoals het Europarlement te Brussel en Straatsburg, de Eerste en Tweede Kamer in Den Haag, het Stedelijk Museum te Amsterdam, het Amsterdam Museum, museum CODA in Apeldoorn en het Museum voor Moderne Kunst in Arnhem. De gemeente Nijmegen heeft voor het stadsarchief een tweeluik verworven van de stad in drone view.
In 1998 droeg Nederland bij met een cadeau voor het Europees Parlement; een vierdelig schilderij van Viegers. Het werk is een samenstelling van vier Hollandse impressies: Rembrandt, Anne Frank, een molen en het Binnenhof.
In 2018 toonde het Amsterdam Museum uit de collectie het schilderij Schiphol op de tentoonstelling De mooiste stad door de ogen van de burgemeester.
Een negen meter hoog gebrandschilderd glas-in-loodraam van Viegers voor de Sint-Laurenskerk in Rotterdam genaamd 'Vrede en Verzoening' geeft het bombardement op Rotterdam, Coventry en Dresden in vogelvlucht weer.